# Ryūji Kubota
Ryūji Kubota (窪田 龍二?, Kubota Ryūji; Prefettura di Hyōgo, 24 luglio 1976) è un ex calciatore giapponese, di ruolo centrocampista.

## Carriera
Ha militato nel Yokohama F·Marinos e nel Vissel Kobe.